# Terpios gelatinosa
Terpios gelatinosa è una spugna della famiglia Suberitidae.

## Aspetti morfologici
Spugna incrostante di colore blu elettrico, difficilmente riscontrabile.